# Steingutfabriken Velten-Vordamm
Die Steingutfabriken Velten-Vordamm waren eine Produktionsstätte für Steingutgeschirr und Fayence sowie andere keramische Produkte bis zur Insolvenz 1931. Die Produktionsstätte Velten wurde zwischen 1913 und 1914 nach Plänen von Karl Walch (Düsseldorf), als Wandplattenfabrik errichtet und wirkte seit Beginn der 1920er Jahre in Verbindung mit den Dornburger keramischen Werkstätten des Bauhauses.

## Geschichte
Die Gründung der Steingutfabriken Velten-Vordamm GmbH erfolgte durch den Ingenieur Hermann Harkort jun. aus Driesen-Vordamm und Kaufmann Heinrich Runde. Die Steingutfabrik Vordamm bestand bereits; mit dem Bau der Wandplattenfabrik Velten wurde der Sitz der Gesellschaft nach Velten verlegt. 1914 schied Heinrich Runde als Geschäftsführer aus, Kaufmann Adolf Kruckau wurde als solcher bestellt. 1918 erfolgte die Umstellung der Produktion auf modernste keramische Fertigungstechniken für Steingutgeschirr. Dazu übernahm 1919 Charlotte Hartmann die künstlerische Leitung des Unternehmens.
Die von Harkort mit dem Bauhaus hergestellte Verbindung brachte 1925 Theodor Bogler nach Velten; er wurde Leiter der Modell- und Formwerkstatt. In diesem Jahr übernahm der Ingenieur Heinz Welte die technische Betriebsleitung. 1928 siedelte Werner Burri aus der Töpferei Otto Lindig von Dornburg an der Saale nach Velten über. 1929 prüfte die Deutsche Revisions- und Treuhand AG die Geschäftsaussichten.
1930/1931 entwickelte Charles Crodel zusammen mit Thoma Grote malbare Farbglasuren für die Gestaltung grobkeramischer Öfen und Kamine für den Export in die USA. Importbeschränkungen führten den Betrieb in den Ruin. 1931 übernahm Heinz Welte die Geschäftsführung. Die Fabrik ging in die Insolvenz, die Mitarbeiter wurden entlassen.
Doch gaben die früheren Betriebsangehörigen nicht auf: Adolf Kruckau als Gesellschafter der Steingutfabriken Velten-Vordamm sah nach einem Vorschlag des früheren, von den Hael-Werkstätten in Marwitz übernommenen Betriebsleiters August Wojak, eine Möglichkeit zur Neugründung in der alten Kachelofenfabrik in Marwitz. Dazu einigte er sich mit Max Silberberg als Vertreter der früheren Mitarbeiterin Margarete Löbenstein, „unter Umständen den Marwitzer Betrieb wieder zu eröffnen“. (13. September 1933): Grundlage war die an diesem Tage ausgehandelte Vereinbarung, „daß Frau Dr. Löbenstein gewillt ist, RM 20.000.– in den Betrieb zu stecken und von unserer oder meiner Seite sollte derselbe Betrag eingebracht werden.“ Dann aber hieß es, Frau Löbenstein habe die Absicht, nach Zürich zu heiraten. Jedenfalls legte  Löbenstein den Betrieb in Marwitz im Oktober 1933 still und sondierte eine Neuansiedlung in Jerusalem. 1934 gelang es dann Hedwig Bollhagen, die im Zuge der Insolvenz 1931 ihren Arbeitsplatz verloren hatte, mit Unterstützung auch von Freunden in der alten Ofenfabrik die „HB-Werkstätten für künstlerische Keramik“ zu gründen. So konnte sie mit ihren Malmädchen, „die schon zum Teil bei Harkort in Velten gearbeitet hatten … nun auch aus deren Erinnerung Dekore von Charlotte Hartmann auflegen“. August Wojak leitete wie in Velten den Betriebsablauf, Theodor Bogler, Werner Burri, Charles Crodel und Thoma Grote – die sich bereits von den keramischen Werkstätten des Weimarer Bauhauses her kannten, wirkten beim Ausbau des Firmenprogramms mit.

## Mitarbeiter der Steingutfabriken Velten-Vordamm bis 1931
Alexander Archipenko,
Theodor Bogler,
Hedwig Bollhagen,
Werner Burri,
Carl Otto Czeschka,
Charles Crodel,
Elisabeth Dörr,
Ilse Fehling,
Ursula Fesca,
Werner Gothein,
Thoma Grote,
Luise Harkort,
Charlotte Hartmann,
Nora Herz,
Margarete Heymann,
Gerhard Marcks,
Emanuel Josef Margold,
Marianne Meyfarth, Bruno Paul,
Richard Scheibe

## Produktionsfortsetzung in den HB-Werkstätten für Keramik seit 1934
Mit Wiederaufnahme der Produktion in den neugegründeten HB-Werkstätten für Keramik in Marwitz am 1. Mai 1934 wirkten beim Aufbau der Firma auf Grundlage von Formen und Dekoren von Hael und Velten-Vordamm mit:
Theodor Bogler,
Hedwig Bollhagen,
Werner Burri,
Charles Crodel,
Nora Herz,
Thoma Grote